# Kemneriella
Kemneriella é um gênero de traça pertencente à família Brachodidae.